# 謝尼亞京
50°40′9″N 24°25′3″E / 50.66917°N 24.41750°E
謝尼亞京（烏克蘭語：Щенятин），是烏克蘭的村落，位於該國西部沃倫州，由沃洛德米爾區負責管轄，始建於1964年，面積5.1平方公里，海拔高度215米，2001年人口260，人口密度每平方公里50.98人。